# Эстонская улица (Санкт-Петербург)
Эсто́нская улица — улица в Приморском районе города Санкт-Петербурга. Расположена в исторических районах Мартыновка и Коломяги. Проходит от Новосельковской до Репищевой улицы.

## История наименования
Возникновение улицы относится к концу 1880-х годов. Первоначально улица называлась Мартыновской — по имени одного из первых застройщиков посёлка Графская, лесничего в имении графов Орловых-Денисовых. 27 февраля 1941 года ряд улиц получил название в честь союзных республик СССР, и улица была в их ряду переименована в честь Советской Эстонии.

## Пересечения
- Новосельковская улица
- улица Пугачёва
- Репищева улица

## Транспорт
Ближайшие к Эстонской улице станции метро — «Удельная» и «Озерки» 2-й (Московско-Петроградской) линии.
Движение наземного общественного транспорта по улице отсутствует.
Ближайшие к Эстонской улице остановочные пункты железной дороги — Озерки, Удельная и Шувалово.

## Общественно-значимые объекты
- завод «Чупа-Чупс» (напротив примыкания к Репищевой улице)